# Teresa Sánchez de Portugal
Teresa Sánchez de Portugal (finales del siglo XII, Coimbra, Reino de Portugal - c. 1230, Reino de Castilla), señora de Albuquerque, fue una noble portuguesa de la Casa de Borgoña, hija ilegítima del rey Sancho I de Portugal de quien recibió los derechos sobre Albuquerque, siendo además señora consorte de Meneses por su matrimonio con Alfonso I Téllez de Meneses, con quien emprendió la construcción del Castillo de Albuquerque.

## Origen
Nació en Coimbra, siendo la quinta de los seis hijos habidos entre el rey Sancho I de Portugal y su amante María Páez de Ribeiro, conocida como "La Ribeiriña".  El rey la reconoció junto a sus demás hijos habidos con María Páez en la donación que hizo a los mismos de la Vila do Conde ("aos meus filhos e filhas que tenho de D. Maria Pais, a Vila do Conde"), así como en su propio testamento ("Donnæ Mariæ Pelagii et filiis meis quos de illa habeo...D. Egidio Sancii filio meo quem de illa habeo...Roderico Sancii...Tarasiæ...Constanciæ Sancii..."). Fue hermana completa del trovador Gil Sánchez, así como de Rodrigo, Nuño, Mayor y Costanza Sánchez, si bien fue la única de la que hubo descendencia, concentrando el patrimonio de los hijos del rey con "La Ribeiriña".
Por parte de su padre, fue además media hermana de Martín Sánchez, conde de Trastámara (hijo de María Aires de Fornelos), así como de sus hijos legítimos, incluyendo al rey Alfonso II de Portugal, la reina Teresa de León (consorte de Alfonso IX), la reina Mafalda de Castilla (consorte de Enrique I), la reina Berenguela de Dinamarca (esposa de Valdemar II), entre otros. 
Tras la muerte del rey Sancho, su madre "La Riberiña" casó con Juan Fernández de Limia, con quien tuvo tres hijos, medios-hermanos de Teresa, de nombre Gonzalo, Teresa y María Anes de Limia, esta última casada con Alfonso II Téllez de Meneses (hijastro de la propia Teresa Sánchez), quienes fueron abuelos de la reina María de Molina.

## Señora de Meneses y Albuquerque
En julio de 1213 Teresa se encuentra documentada como señora consorte de Meneses, por su matrimonio con Alfonso Téllez de Meneses, viudo de Elvira Rodríguez Girón.Para entonces, Alfonso ya tenía cuatro hijos de su primer matrimonio, todos nacidos antes del 1 de agosto de 1213, cuando son nombrados en la donación realizada por el nuevo matrimonio a favor del Monasterio de San Andrés de Valvení.Como dote, Teresa recibió de su padre 7 mil morabetinos, aportando además los derechos recibidos junto a su madre y sus hermanos en Vila do Conde, Pousadela y Parada, así como otros derechos otorgados por su padre sobre la villa de Albuquerque, aún en manos musulmanas, que tan solo se harían efectivos tras la conquista y poblamiento de la misma.Conquistada la villa de Albuquerque en 1218 por su marido Alfonso I Téllez, el matrimonio instauró su señorío sobre la misma según los derechos concedidos a Teresa, promoviendo en ese tiempo la construcción del Castillo de Albuquerque, cuyos restos más antiguos corresponden justamente al siglo XIII.

## Muerte
Alfonso Téllez falleció en 1230, presumiéndose la muerte de Teresa al poco tiempo, si bien esta no consta con precisión en las fuentes identificadas hasta ahora.

## Conflicto sucesorio
Fallecido Alfonso I Téllez en 1230, el señorío de Meneses pasó a su hijo Tello Téllez y tras la temprana muerte de éste a su hermano Alfonso II Téllez (ambos hijos de su primer matrimonio con Elvira Rodríguez Girón). El señorío de Albuquerque, en cambio pasó a Martín Alfonso (hijo de Teresa). Sin embargo, para 1252 los medios hermanos se encontraban en pleito por los derechos de Albuquerque, siendo Alfonso II Téllez casado en segundas nupcias con María Anes de Limia (también hija de "La Ribeiriña"), a quien se le atribuyó cierto derecho sobre la villa. En 1252 los medios hermanos acordaron compartir Albuquerque, a cambio del pago de 1800 morabetinos que debía reponer Martín Alfonso a su hermano por la supuesta adquisición que éste había realizado a su propia hija   Mayor Alfonso (hija de María Anes de Limia) y a una tal María Meléndez (aún no identificada) por sus derechos sobre Albuquerque. En 1257, consta que los hermanos también debieron compartir la Vila do Conde, Pousadela y Parada (otorgadas por el rey Sancho a la "La Ribeiriña" y sus hijos), según la reposición que hizo a los mismos el rey Alfonso III de Portugal (medio hermano de Teresa), insinuando una previa requisición de dichos bienes anterior a su restitución. Quizás a causa de su documentada insolvencia, en 1285 Martín Alfonso cedió finalmente el restante de sus derechos en Albuquerque a Alfonso Téllez de Molina (hermano de la reina María de Molina), hijo de Mayor Alfonso, ("mi sobrino Don Alfonso hijo del infante de Molina…el derecho en el castillo de Alburquerque"),quedando desde entonces tanto Meneses como Albuquerque en la descendencia de este último.

## Descendencia
De su único matrimonio con Alfonso Téllez de Meneses (quien tuvo además otros hijos de su primer matrimonio con Elvira Rodríguez Girón), fue madre de:
- Martín Alfonso, señor de Albuquerque. Casó con Mencía Ruiz[12] (citada por algunos como Gómez).[8] Fueron padres de Teresa, María, Alfonso, Velasco y Gil Martínez.[11]El "Nobiliario del Conde Don Pedro" le atribuye otros dos matrimonios, pero estos aún no han sido comprobados en ninguna fuente primaria.
- Juan Alfonso, alférez mayor del rey Alfonso III de Portugal y pertiguero mayor de Santiago. Casó con Berenguela González Girón (citada en algunas fuentes como Leonor o Elvira, hermana de Mayor), hija de Gonzalo Rodríguez Girón y su segunda esposa Marquesa Pérez.[8]Fueron padres de Rodrigo y Gonzalo Anes de Meneses. Rodrigo fue el padre de Juan Alfonso Téllez, I conde de Barcelos.
- María Alfonso, abadesa de Gadafes.[8]

Algunas fuentes secundarias, como el "Nobiliario del Conde Don Pedro", la hacen también madre de Alfonso Alfonso, también Alfonso Téllez de Meneses "el Tizón" (padre de María de Meneses), quien podría ser el mismo que Alfonso II Téllez de Meneses. En el acta de concordia de 1252 los hermanos declaran ("yo dn. Alfonso Téllez fijo de Dn. Alfonso Téllez y de Dª Elvira y yo dn. Martín Alfonso fijo de Dn. Alfonso Téllez y de Dª Teresa Sánchez ").Aún no se ha identificado una fuente primaria que los distinga. 